# Нага јолокија
Нага јолокија је врста паприка, која је позната по томе да садржи око 1.000.000 Сковилових јединица, што је чинило најљућом познатом паприком, најљућа паприка је Pepper X. Нага јолокија највише се гаји у Асаму, у Индији, Бангладешу и Шри Ланки.

## Проналазак
Постала је међународно позната 2000.-ите године, кад је новина Интернашонал Харалд Трибјун (International Harald Tribune) обавестила читаоце о паприки са 855.000 Сковила, која је пронађена у Асаму Индији.

## У Интернету
- Pepper Profile: Jolokia (на енглеском)